# Turritopsis dohrnii
Turritopsis dohrnii és una espècie d'hidrozou de la subclasse Hydroidolina, amb un cicle vital en el qual l'animal torna a l'estat de pòlip després d'esdevenir sexualment madur. Anteriorment es classificava com a part de l'espècie Turritopsis nutricula. És l'únic cas conegut d'un metazou (animal) que és capaç de tornar completament a un estat colonial d'immaduresa sexual després d'haver arribat a la maduresa sexual en una etapa solitària. És capaç de fer això per mitjà del procés de desenvolupament cel·lular de transdiferenciació. En teoria, aquest cicle es pot repetir indefinidament, fent que l'animal sigui virtualment immortal.